# Parme-La Spezia
Parme-La Spezia (en italien : Parma-La Spezia) est une course cycliste italienne disputée annuellement entre Parme (Émilie-Romagne) et La Spezia (Ligurie). Créée en 1995, elle est organisée par le GS Parmense, un club local. 
Anciennement ouverte aux espoirs (moins de 23 ans) et aux amateurs, elle devient une épreuve juniors à partir de 2017. 

## Palmarès
| Année | Vainqueur           | Deuxième           | Troisième        |
| ----- | ------------------- | ------------------ | ---------------- |
| 1995  | Sergio Previtali    |                    |                  |
| 1996  | Fabio Sacchi        |                    |                  |
| 1997  | Enrico Sacomanni    |                    |                  |
| 1998  | Raffaele Luongo     |                    |                  |
| 1999  | Raffaele Luongo     |                    |                  |
| 2000  | Dmitry Gaynitdinov  |                    |                  |
| 2001  | Salvatore Cirasola  |                    |                  |
| 2002  | Maxim Rudenko       |                    |                  |
| 2003  | Massimiliano Maisto |                    |                  |
| 2004  | Gene Bates          | Alessandro Raisoni | Ashley Humbert   |
| 2005  | ?                   | ?                  | ?                |
| 2006  | Ashley Humbert      | Michał Gołaś       | Simone Stortoni  |
| 2007  | Luca Zanasca        | Damian Walczak     | Andriy Buchko    |
| 2008  | Fabio Negri         | Federico Pinton    | Luca Dodi        |
| 2009  | Enrico Peruffo      | Yonathan Monsalve  | Enrico Magazzini |
| 2010  | Carmelo Pantò       | Matteo Busato      | Matteo Mammini   |
| 2011  | Marco Prodigioso    | Vincenzo Ianniello | Rafael Andriato  |
| 2012  | Paolo Simion        | Marco Benfatto     | Gianni Bellini   |
| 2013  | Gianfranco Zilioli  | Elia Zanon         | Luca Pacioni     |
| 2014  | Daniele Cavasin     | Thomas Pinaglia    | Francesco Rosa   |
| 2015  | Davide Martinelli   | Gianluca Milani    | Luca Merelli     |
| 2016  | Simone Bernardini   | Niko Colonna       | Alfio Locatelli  |
| 2017  | Alex Pavan          | Leonardo Repetti   | Matteo Giachi    |